# Deine Bahn
Deine Bahn ist eine deutschsprachige Fachzeitschrift zu Ausbildungsthemen des Eisenbahnwesens.
Die Zeitschrift ging aus der im Jahr 1924 gegründeten Zeitschrift „Der Eisenbahnfachmann“ und der 1948 gegründeten Zeitschrift „Der Eisenbahner“ hervor. Damit „sollte eine Fachzeitschrift geschaffen werden, die in vollem Umfang den an ein modernes Ausbildungshilfsmittel zu stellenden Anforderungen gerecht wird.“ Die Gründung fiel in eine Zeit, in der das betriebliche Bildungswesen der Deutschen Bundesbahn reformiert wurde.